# Mesoleius assiduus
Mesoleius assiduus là một loài tò vò trong họ Ichneumonidae.